# Protuberantia occipitalis externa

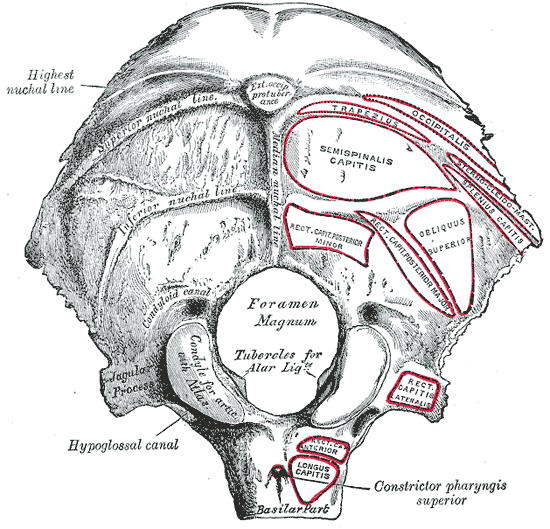
Protuberantia occipitalis externa överst i mitten.

Protuberantia occipitalis externa, i vardagligt tal även kallad "geniknölen", är ett utskott på occipitalbenet som är muskelfäste för trapeziusmuskeln. Den är mer uttalad hos män än hos kvinnor.

## Frenologi
Inom frenologin påstås att en stor sådan är ett tecken på hög intelligens, därav dess namn.
I dagligt tal förekommer det oftast i uttrycket "gnugga (sina) geniknölar", i meningen "tänka efter".